# 167 Urda
167 Urda је астероид главног астероидног појаса са пречником од приближно 39,94 km.
Афел астероида је на удаљености од 2,949 астрономских јединица (АЈ) од Сунца, а перихел на 2,757 АЈ.
Ексцентрицитет орбите износи 0,033, инклинација (нагиб) орбите у односу на раван еклиптике 2,211 степени, а орбитални период износи 1760,672 дана (4,820 године).
Апсолутна магнитуда астероида је 9,24 а геометријски албедо 0,223.
Астероид је откривен 28. августа 1876. године.